# Zastava M49
Die Zastava M49 und die leicht modifizierte Version M49/57 waren Maschinenpistolen, die nach dem Zweiten Weltkrieg in Jugoslawien von der Zastava-Waffenfabrik hergestellt wurden. Äußerlich ähnelt die M49 stark der sowjetischen PPSch-Maschinenpistole. In der Konstruktion unterscheiden sich die Waffen aber stark voneinander.
Die M49-Maschinenpistolen wurden bis zur Ablösung durch die Zastava-M56-Maschinenpistolen von den jugoslawischen Streitkräften verwendet. Außerdem wurden die Waffen (in geringen Stückzahlen im Kaliber 9 × 19 mm Para) weltweit verkauft.

## Konstruktion
Die auffälligen äußerlichen Merkmale der PPSch-41 wurden für die M49 übernommen. Sehr ähnlich sind der Holzschaft, der Laufmantel mit Kühlschlitzen, die abgeschrägte Form des Kompensators, der Abzug, der Feuerwahlhebel vor dem Abzug und die Visiereinrichtung. Ein erkennbarer Unterschied zur PPSch-41, bei den genannten Merkmalen, ist die kreisrunde Form und größere Anzahl der Kühllöcher im Laufmantel. Die M49 wird mit demselben 35-Schuss-Kurvenmagazin, wie es auch die PPSch-41 verwenden kann, geladen. Es ist auch möglich, die markanten Trommelmagazine der PPSch-41 zu verwenden, was aber nicht üblich war. Der Magazinschacht scheint bei der M49 besser konstruiert zu sein als bei der PPSch-41, weil Magazine von unterschiedlichen Waffen verwendet werden können, während bei der sowjetischen MPi andere Magazine oft klemmten, was zu Problemen führte. Die manuelle Sicherung befindet sich bei der M49 vor dem Abzugsbügel im Schaft. Wird der Sicherungsknopf nach links durch den Schaft gedrückt, werden Verschluss und Abzug blockiert; befindet sich der Knopf in der rechten Position, ist die Waffe feuerbereit. Diese Konstruktion unterscheidet sich stark von der Sicherung der PPSch-41. Auch die Herstellungsarten der beiden Waffen sind sehr unterschiedlich. Die PPSch wird großteils im Blechprägeverfahren hergestellt, während das Gehäuse der M49 gefräst wird.
Die M49 funktioniert nach demselben Prinzip wie die PPSch-41. Die Waffe ist ein zuschießender Rückstoßlader mit unverriegeltem Masseverschluss. Allerdings sind Verschlussgehäuse, Verschluss und Rückholfeder ähnlich wie bei den Maschinenpistolen vom Typ Beretta M1938 aufgebaut. Der Hebel zum Spannen der Waffe befindet sich auf der rechten Seite und bewegt sich während des Schießens mit dem Verschluss. Bei dem Modell M49 war die Rückholfeder in einer Röhre fixiert, um das Zerlegen der Waffe zu erleichtern. Das Modell M49/57 wurde geringfügig vereinfacht, um die Herstellung zu erleichtern. So wurde zum Beispiel eine herkömmliche Rückholfeder verwendet. Interessanterweise durchlief die M49 in ihrer Entwicklung ähnliche Modifikationen wie die Beretta M1938, die auf ähnliche Weise vereinfacht wurde. Als Visier dient eine klappbare Kimme, die für eine Distanz von 100 oder 200 Metern eingestellt werden kann, und ein Korn mit Kornschutz. Die Mündungsgeschwindigkeit beträgt 520 Meter pro Sekunde, die maximale Einsatzschussweite 200 Meter. Um die Waffe zu zerlegen, wird der Knopf am hinteren Ende des Gehäuses gedrückt, um die Endkappe abschrauben zu können. Danach kann der Verschluss mit der Rückholfeder entnommen werden.

Obwohl sich die M49 und die PPSch-41 relativ stark durch ihre Konstruktionsweise unterscheiden, sollen sie sich beim Schießen sehr ähnlich verhalten.